# Transit IP
Pour les articles homonymes, voir Transit.
Le transit IP fait référence à la bande passante vendue par les fournisseurs d'accès Internet (FAI) à d'autres réseaux clients, qui permettent ainsi à leurs clients d'accéder à la totalité d'Internet (cas général) dans le cadre d'un service contractuel et payant (la plupart du temps).
La tarification classique est réalisée suivant la méthode du 95e percentile (en fonction du débit maximum consommé par le client lors d'un mois calendaire - mesuré toutes les 5 minutes -, moins les 5% des mesures les plus élevés) ainsi que d'un engagement minimum de consommation nommé commitment.

## Qualité du transit
La qualité du transit IP est liée au nombre d'interconnexions dont bénéficient les opérateurs, notamment leurs accords de peering. Les opérateurs télécom fournissent à leurs clients différents types d'engagements, en fonction de la qualité de la connexion Internet qu'ils proposent. Ils ne garantissent généralement pas de qualité de service sur les points d'échanges (points de peering).

### Niveaux des opérateurs (tiers)
Il existe 3 niveaux (tiers) d'opérateurs internet,:
- Les opérateurs de niveau 1 (tier 1 (en)) n’achètent pas de transit et voient la totalité d'Internet par des peerings avec d'autres grands opérateurs (a minima, avec tous les autres Tier 1), plus leurs clients transit.
- Les opérateurs de niveau 2 (tier 2 (en)) dépendent d'une offre de transit, et disposent d'accords de peering avec certains réseaux.
- Les opérateurs de niveau 3 (tier 3) dépendent d'une offre de transit, et n'ont aucun peering.

Indépendamment de son niveau (tier), tout opérateur Internet est susceptible de proposer à son tour une offre de transit à d'autres opérateurs.
Les opérateurs de niveau 1 (tier 1) imposent des contraintes fortes aux opérateurs qui souhaitent négocier un accord de peering. En effet, un tel opérateur (client potentiel d'une offre de transit) deviendrait alors concurrent.

### Exemples d'opérateurs de transit
Parmi les opérateurs de Transit IP d'origine française, il est possible de citer Orange, Zayo France (ex-Neo Telecoms) ou encore Jaguar Network.
Parmi les opérateurs de Transit IP étrangers, il est possible de citer : Cogent Communications, GTT Communications, Level 3 Communications, NTT Communications, Tata Communications (en), Arelion (en) (ex-TeliaSonera International Carrier), Hurricane Electric, Zayo (en)...